# Ulmus gaussenii
Ulmus gaussenii är en almväxtart som beskrevs av Cheng. Ulmus gaussenii ingår i släktet almar, och familjen almväxter. Inga underarter finns listade i Catalogue of Life.
Trädet förekommer i provinsen Anhui i Kina. Utbredningsområdet är cirka 10 hektar stort. Arten ingår i lövfällande skogar. IUCN listar arten som akut hotad (CR).